# Fischeria crispiflora
Fischeria crispiflora là một loài thực vật có hoa trong họ La bố ma. Loài này được (Sw.) Schltr. mô tả khoa học đầu tiên năm 1899.